# Gran Bahama
Gran Bahama (en inglés: Grand Bahama) es una de las islas más al norte de las Bahamas. Se encuentra a 90 km de la costa de Florida, Estados Unidos, posee una superficie aproximada de 1373 km² y una población estimada de 75.900 habitantes en 2007.
Alrededor de la mitad de las construcciones en la isla fueron destruidas a comienzos de septiembre de 2019 por el huracán Dorian, el cual estuvo prácticamente estacionado sobre la isla durante un día y medio, con vientos que alcanzaron los 295 kph.
Después de que Cristóbal Colón la descubriera en 1492 la Gran Bahama fue reclamada por España, dándole el nombre de Gran Bajamar del que luego derivaría la denominación de todo el archipiélago.
Los españoles se desinteresaron de la isla tras haber esclavizado a los Habitantes nativos de etnia lucaya, por lo que, en 1670, el Reino Unido reclamó para sí las islas.
La isla permaneció poco desarrollada hasta el auge económico provocado por la guerra civil estadounidense, cuando se convirtió en base de operaciones para los Estados Confederados. Otro segundo auge económico llegó con la promulgación de la ley seca en los Estados Unidos.
West End, la ciudad más occidental de la isla, fue su capital durante mucho tiempo.
McLeans Town se encuentra en la cara opuesta de la isla y se conecta con la isla de Gran Ábaco a través de una línea de ferry que hace el trayecto en aproximadamente media hora.
En 1955, Wallace Groves, un banquero del estado de Virginia, acordó con el Gobierno de las Bahamas la construcción de la ciudad de Freeport, la cual creció hasta convertirse en la segunda ciudad más poblada de todo el país. La economía se basa actualmente en la industria del turismo.